# Monroe Robertson
Monroe Arthur Robertson (* 27. Juli 1984 in England) ist ein britischer Schauspieler, Filmeditor, Kameramann und Filmschaffender.

## Leben
Robertson wurde am 27. Juli 1984 in England geboren. Er studierte von 2005 bis 2006 Schauspiel an der Webber Douglas Academy of Dramatic Art. Seinen Bachelor of Arts in Schauspiel erlangte er an der Central School of Speech and Drama, die er ab 2006 bis 2008 besuchte. 2009 zog Robertson in die Vereinigten Staaten. Mitte der 2000er Jahre übernahm er erste kleinere Besetzungen in Spiel- und Kurzfilmproduktionen. 2012 bis 2014 spielte er im erfolgreichen YouTube-Kanal The Key of Awesome die Rolle des Zayn Malik sowie zahlreiche andere Rollen. 2019 stellte er im Abenteuerfilm The Adventures of Aladdin die Rolle des Zamir dar. Seit demselben Jahr ist er als Filmeditor für das Filmstudio The Asylum tätig. In dieser Funktion war er an den Filmen In the Drift und Triassic Hunt beteiligt. Als Assistent wirkte er zudem an Apocalypse of Ice – Die letzte Zuflucht und Aquarium of the Dead mit. Des Weiteren übernahm er auch Tätigkeiten als Kameramann. Ab 2021 übernahm er unter anderen Episodenrollen in den Fernsehserien Good Girls, It’s Always Sunny in Philadelphia oder S.W.A.T..

## Filmografie (Auswahl)

### Schauspiel
- 2004: The Libertine – Sex, Drugs & Rococo (The Libertine)
- 2005: Colour Me Kubrick: A True…ish Story (Colour Me Kubrick)
- 2008: Live! (Kurzfilm)
- 2009: The Windmill & the Watershed (Kurzfilm)
- 2010: I Am a Fat Cat (Kurzfilm)
- 2010: The Quiet Room
- 2010: Rufur (Kurzfilm)
- 2011: Cat Scratch Fever
- 2012–2014: The Key of Awesome (Fernsehserie, 6 Episoden)
- 2014: Buttercup Bill
- 2015: High Phantom Playback (Kurzfilm)
- 2016: Adam Green's Aladdin
- 2018: Shylock Must Die (Kurzfilm)
- 2019: The Adventures of Aladdin (Adventures of Aladdin)
- 2021: Good Girls (Fernsehserie, Episode 4x02)
- 2021: It’s Always Sunny in Philadelphia (Fernsehserie, Episode 15x04)
- 2022: The Prophecy (Dokumentation)
- 2022: S.W.A.T. (Fernsehserie, Episode 6x03)
- 2023: Magnum P.I. (Fernsehserie, Episode 5x08)

### Filmeditor
- 2012: Tony Bennett: Duets II (Fernsehfilm)
- 2012: The Zen of Bennett (Dokumentation)
- 2019: Doctor Death
- 2020: Stalked by My Husband's Ex (Fernsehfilm)
- 2020: In the Drift
- 2020: Apocalypse of Ice – Die letzte Zuflucht (Apocalypse of Ice)
- 2021: Triassic Hunt
- 2021: A StoryBots Space Adventure (Kurzfilm)
- 2021: Hollywood Signs (Dokumentation)
- 2021: Aswat Acherim (Dokumentation)
- 2021: Aquarium of the Dead

### Kamera
- 2012: Tony Bennett: Duets II (Fernsehfilm)
- 2012: The Zen of Bennett (Dokumentation)
- 2014: Buttercup Bill
- 2020: In the Drift
- 2021: A StoryBots Space Adventure (Kurzfilm)
- 2021: Hollywood Signs (Dokumentation)

### Filmschaffender
- 2024: PlanetQuake (Planetquake; Regie und Drehbuch)
- 2024: 24 Hours to D-Day – Schlacht der Entscheidung (24 Hours to D-Day; Regie)
- 2024: Gladiators – Zurück in der Arena (Gladiators; Drehbuch)